# Corte Brugnatella
Corte Brugnatella (Curt ad Bergnèll in dialetto bobbiese) è un comune italiano sparso di 521 abitanti della provincia di Piacenza in Emilia-Romagna. 
Il centro più importante e sede dell'amministrazione comunale è Marsaglia (Marsàia).
Il nome del comune deriva dal fatto che il territorio storicamente apparteneva al feudo della corte della famiglia Brugnatelli.
Corte Brugnatella è il nome della prima sede comunale, sorta nell'odierno borgo medioevale di Brugnello (Bergnèll), poi trasferita a Confiente e infine a Marsaglia nella posizione attuale.

## Geografia fisica

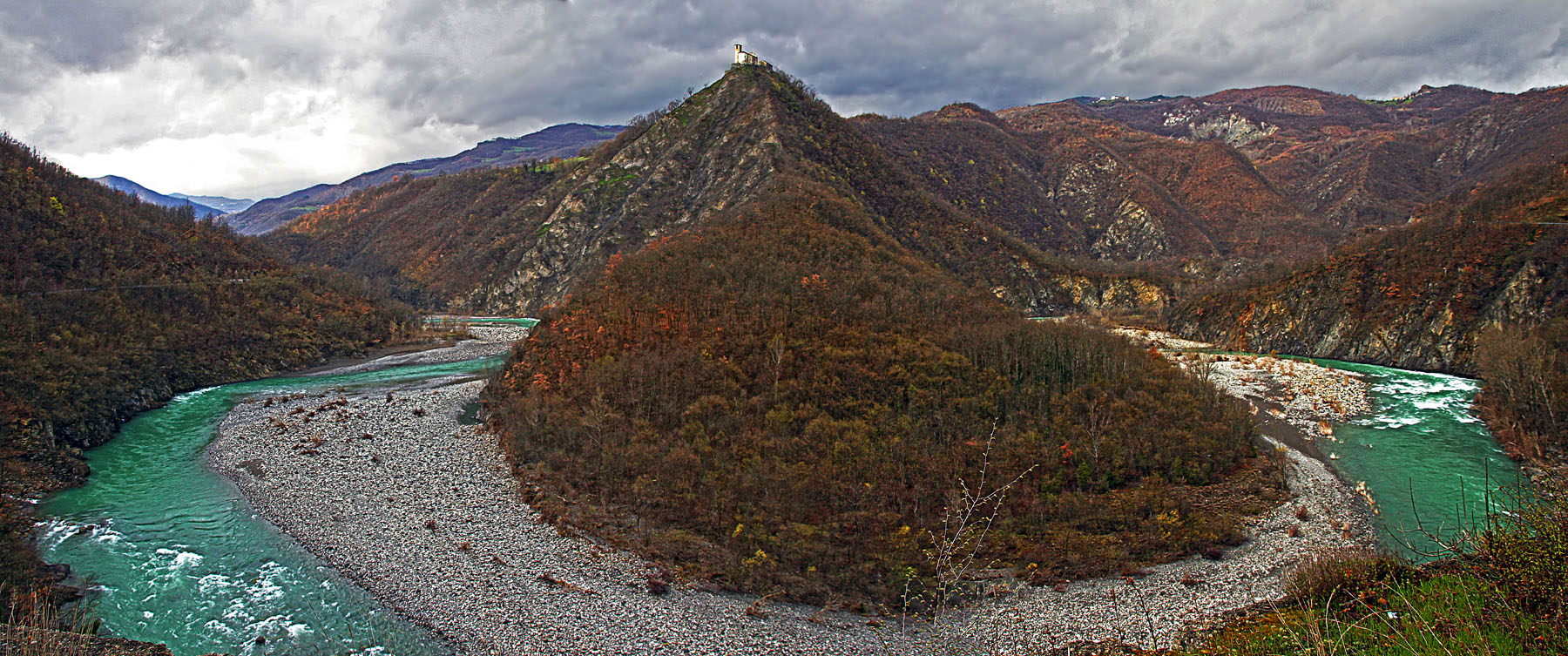
Trebbia, Brugnello

Il comune è situato in alta val Trebbia nella catena dell'Appennino Ligure (di cui fa parte l'Appennino piacentino), nei pressi della confluenza tra il fiume Trebbia ed il torrente Aveto.
Nel territorio di Corte Brugnatella il paesaggio della val Trebbia è ordinatamente coltivato fino alle altitudini in cui i boschi ricoprono fittamente le pendici dei monti. Sullo stesso territorio insistono delle pinete, piantate dall'uomo nell'immediato dopoguerra.
Il fiume Trebbia, dalle acque cristalline, è uno dei pochissimi fiumi italiani ancora balneabili. Lungo il suo corso, che attira ogni estate numerosi sportivi e bagnanti, è possibile praticare canoa, pesca, torrentismo e altri sport. L'affluente principale della Trebbia è il torrente Aveto. Gli altri affluenti, sulla riva destra, il Rio Cordarezza ed il Rio Curiasca, sulla riva sinistra il Rio Villeri.
Il comune possiede anche due exclavi, corrispondenti alle località Lama superiore e Valle inferiore, situate all'interno del comune Brallo di Pregola in provincia di Pavia. Queste due località costituiscono dei rari esempi di enclavi interregionali.

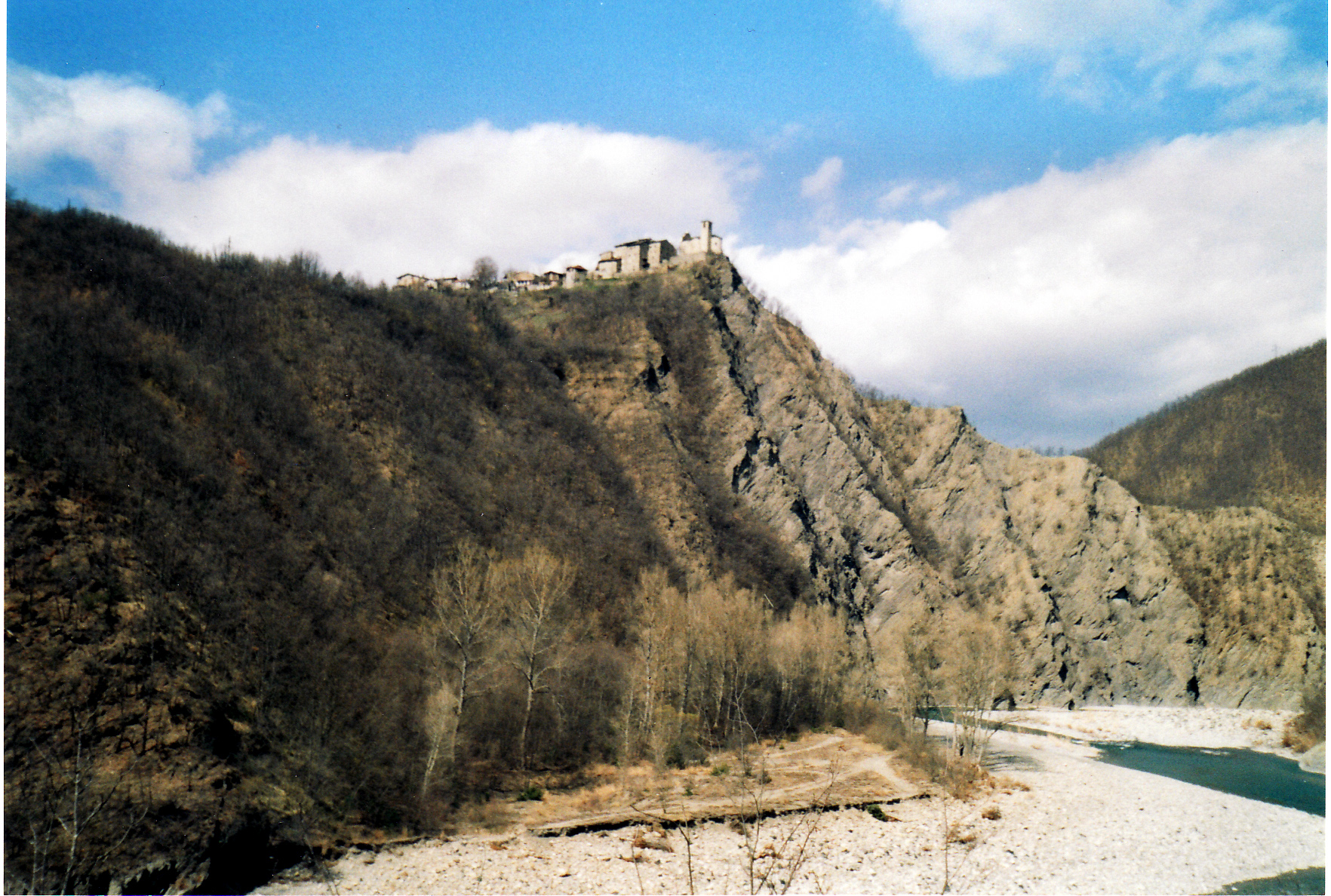
Panorama dell'antico borgo di Brugnello a picco sul Trebbia

## Storia
Le zone vicine a Corte Brugnatella erano già abitate in età neolitica (5.000-2.300 a.C.) e nell'età del bronzo (2.300-1.100 a.C.), ma è all'inizio dell'età del ferro (1.100 a.C.) che inizia l'insediamento nel territorio del popolo dei Liguri, che vi rimarrà indisturbato per parecchi secoli. La tribù che si stanziò era quella dei Bagienni, proveniente dall'odierno basso Piemonte.
Attorno al 220 a.C., come in altre zone giunsero i Galli della tribù dei Boi, ma ben presto assieme i liguri vennero assoggettati dai Romani che avevano fondato nel 218 a.C. la città di Piacenza.
La zona faceva parte dell'antico pagus Bagienno di Bobbio.
Sotto la dominazione longobarda vi era una Corte Reale (o Villa reale), che sopraintendeva al dissodamento del terreno ed ai lavori agricoli di tutte le terre del territorio, come viene indicato dal prenome Corte di questo comune. 
Il primo documento risale al 1164 con il diploma dell'imperatore Federico Barbarossa al marchese Obizzo Malaspina, che ne parla come antico possedimento fortificato della famiglia Brugnatelli, che hanno sede nella frazione di Brugnello; nel 1371 è in mano alla famiglia Porri, ma dopo pochi anni ritorna ai Brugnatelli; dopo il 1436 diventa feudo della famiglia Dal Verme e segue la storia del comune di Bobbio. Unito con il Bobbiese al regno di Sardegna nel 1743, dal 1818 fa parte della Provincia di Bobbio. Nel 1859 entra a far parte della provincia di Pavia e nel 1923 passa alla provincia di Piacenza e quindi all'Emilia-Romagna.
Dopo il mille, la famiglia Brugnatelli fortifica il borgo di Brugnello, ad oggi rimangono ben poche tracce delle mura e del castello. Essi sono inoltre signori di Rossarola e di Bondaneto, due vicine frazioni, e si fanno pagare il pedaggio da chi transita nella zona. Dopo la metà del 1100, assume importanza nel territorio la famiglia dei Malaspina, i cui possedimenti riguardano anche Brugnello.
Nel 1361, Azzo Malaspina è costretto a cedere il castello di Brugnello, insieme ad altri a Galeazzo II Visconti, duca di Milano. Nel 1367 i Visconti di Milano affidano il feudo di Brugnello assieme al castello di Zerba a Simone de Novanton della Savoia, detto "lo scudiero verde". Nel 1371 dopo una congiura ai danni del duca di Milano, il de Novanton venne arrestato e decapitato e i suoi beni assieme a Brugnello passarono alla famiglia Porro. Nel 1404 il feudo di Brugnello ritornò ai Brugnatelli dopo la decapitazione per tradimento dei fratelli Porro, infatti essi colsero l'occasione per impadronirsi del feudo di Zerba e Pej dei Malaspina di Pregola.
Nel 1436 Corte Brugnatella entra a far parte dei feudi dei conti feudatari Dal Verme, conti di Bobbio, Voghera con l'Oltrepò ed ai feudi vermeschi, Castel San Giovanni e tutta la val Tidone, fino all'abolizione dei feudi in epoca napoleonica nel 1805.
Unita con il Bobbiese al Regno di Sardegna nel 1743, entrò a far parte della Provincia di Bobbio. Nel 1859 entra a far parte nel Circondario di Bobbio della provincia di Pavia.
Attorno al 1920 si decide di spostare la sede comunale dapprima nel borgo di Confiente e poi nella nuova Marsaglia, in frazioni toccate dal nuovo tracciato della strada statale che un tempo passava più a monte (il vecchio tracciato, percorribile ancora oggi, toccava dopo Bobbio i centri di Carana, Rossarola, Lago e Pieve di Montarsolo, per poi scendere a Ponte Organasco). Nel 1929 è deciso anche lo spostamento della sede parrocchiale nella nuova chiesa di S. Giuseppe di Marsaglia. A questo punto inizia il declino e lo spopolamento dell'antico borgo di Brugnello, recuperato solo di recente.
Nel 1923, in seguito allo smembramento del circondario di Bobbio, il territorio comunale passa alla provincia di Piacenza e quindi all'Emilia-Romagna.
Il 17 luglio del 1908 si verificò un violento nubifragio con una piena straordinaria della Trebbia che devastò case e campagne soprattutto nel territorio del mandamento bobbiese di Ottone e fra i confini delle provincie di Genova e Pavia, con gravi danni nell'abitato di Gorreto, distruggendo cinque ponti lungo la statale 45 interrompendo le comunicazioni stradali fra Ottone e Torriglia, e la linea telegrafica fra Bobbio e Genova; danni ed allagamenti anche nel piacentino a Rivergaro e a Sant'Antonio a Trebbia nei pressi di Piacenza.
Distruzioni imponenti e danni più ingenti si verificarono, invece, con l'alluvione che colpì la val Trebbia il 19 settembre 1953, causata da un nubifragio che portò alla caduta di 280 mm di pioggia che in poche ore interessò la parte alta della valle, dal genovese fino a Marsaglia, e che provocò 10 morti, imponenti distruzioni e ingenti danni tra i quali in alta valle la messa in fuori uso di numerose centrali elettriche, l'interruzione della strada statale 45 con numerose frane e il crollo del ponte sul fiume a Marsaglia, che fu poi ricostruito tra il 1958 e il 1959 su progetto di Riccardo Morandi.
Nel 1952 le frazioni di Ozzola e Metteglia ed il loro territorio vengono scorporate dal comune di Coli ed aggregate al comune di Corte Brugnatella.

### L'alluvione del 2015
Nella notte fra il 14 e il 15 settembre 2015 una parte della provincia di Piacenza fu devastata dalle esondazioni improvvise del Nure dell'Aveto e del Trebbia, dovute al maltempo e ad ammassi di detriti, che causarono danni ingenti, il crollo del Ponte di Barberino sul Trebbia e la morte di tre persone. Le località più colpite furono Roncaglia, Ponte dell'Olio, Bettola, Farini, Ferriere, Rivergaro, Bobbio, Corte Brugnatella e Ottone.

### Simboli

Lo stemma comunale

Lo stemma e il gonfalone sono stati concessi con decreto del Presidente della Repubblica del 2 agosto 1982.
(D.P.R. del 2.08.1982)
La forma ad Y della pergola rappresenta la posizione del paese alla confluenza del torrente Aveto con il fiume Trebbia.
Il gonfalone è un drappo partito di bianco e di verde.

## Monumenti e luoghi d'interesse

### Architetture religiose
Le parrocchie dipendono dal vicariato di Bobbio, Alta Val Trebbia, Aveto e Oltre Penice della diocesi di Piacenza-Bobbio.
- Chiesa parrocchiale di San Giuseppe di Marsaglia. Risale al 1912 su progetto dell'architetto Cecilio Arpesani, e vi è stata trasferita la parrocchia nel 1929, fino a tale data era la chiesa di Brugnello a svolgere la funzione di chiesa parrocchiale di Marsaglia. La torre campanaria venne costruita nel 1951.
- Chiesa dei SS. Cosma e Damiano, ex parrocchiale eretta nell'XI secolo dell'antico Borgo medioevale di Brugnello (ex capoluogo). La chiesa, edificata su parte delle rovine del castello in parte ancora visibili davanti al Palazzo Brugnatelli (privato), è stata ristrutturata negli anni novanta ed offre una splendida vista sul Trebbia. La ricorrenza si celebra in occasione della Festa della Madonna degli Angeli la prima domenica di agosto.
- Chiesa di San Michele Arcangelo, nella frazione di Ciregna (Ferriere), alle dipendenze della parrocchia di Metteglia e Ciregna.
- Oratorio di Santa Maria Madre della Divina Grazia, nella frazione di Cornareto, alle dipendenze della parrocchia di Pieve di Montarsolo.
- Oratorio di San Gioacchino, nella frazione di Lama, alle dipendenze della parrocchia di Pieve di Montarsolo.
- Chiesa parrocchiale di San Rocco, nella frazione di Metteglia del XVII secolo, assieme alla chiesa di Ciregna formano la parrocchia di Metteglia e Ciregna.
- Oratorio di Sant'Antonio da Padova, nella frazione di Montarsolo del XIII secolo, alle dipendenze della parrocchia di Pieve di Montersolo.
- Chiesa parrocchiale di Sant'Antonino, nella frazione di Ozzola del 1579.
- Oratorio di Sant'Anna, nella frazione di Pietranera del 1667, alle dipendenze della parrocchia di Marsaglia.
- Chiesa parrocchiale di San Giacomo - Santuario di Nostra Signora della Guardia, nella frazione di Pieve di Montarsolo. Antica pieve romana, su cui sorse nel VII secolo il Monastero di San Giacomo per mano dei monaci di Bobbio da cui dipendeva. Nel X secolo la pieve divenne una delle più antiche parrocchie della diocesi di Bobbio. L'attuale edificio è stato costruito a partire dal 1914 su progetto dell'architetto Cecilio Arpesani di Milano, ma conserva una facciata e un campanile del XVIII secolo. Qui si trova una rovere millenaria la Rovere Grossa (a rura) meta della celebrazione della Madonna della Guardia, che cade il 29 luglio.
- Chiesa di Sant'Antonio Gianelli, nella frazione di Rovaiola.
- Oratorio della Beata Vergine, nella frazione di Torre Metteglia del XVIII secolo, alle dipendenze della parrocchia di Metteglia e Ciregna.

### Architetture storiche e civili
- Borgo antico di Marsaglia Vecchia
- Borgo medioevale di Brugnello, nei pressi della chiesa il Palazzo dei Brugnatelli ed i resti del castello.
- Bricco di Carana, monte di pietra nera ofiolitica nei pressi della frazione di Carana. Un tempo la Rocca di Carana con il castello e la torre sul bricco, di proprietà del monastero di Bobbio e dogana sul Caminus Genua. Passo ai Malaspina, ai Visconti e ai Dal Verme, nel 1530 passò nel territorio di Corte Brugnatella, demolito in epoca napoleonica, ne rimangono poche tracce.
- Borgo di Confiente, alla confluenza del fiume Trebbia e del torrente Aveto, famosa per i celebri "meandri" disegnati dalle anse del Trebbia.

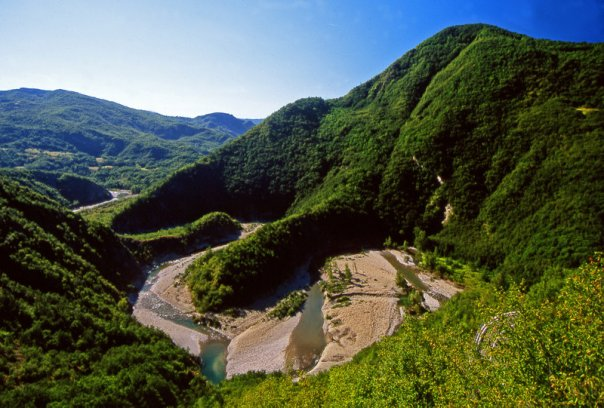
LElefante del Trebbia ed i Meandri di Confiente fra Cerignale e Corte Brugnatella

- Borgo di Lago, nei pressi i resti del Castello del Lago o dei Balbi.
- Borgo di Metteglia, tracce della Torre di Metteglia, appartenuta ai Boccaccia, passò nel cinquecento ai Nicelli e nel 1653 ai Grassi, in seguito abbandonata ne rimangono le tracce.
- Torre di Tortàro del XVI secolo, nella frazione Lupi.
- Borgo di Montarsolo, nei pressi i resti del Castello del X secolo.
- Torre di Marsaglia.
- Torre di Ozzola, risalente al X secolo.
- Borgo di Pietranera, resti del Castello dei Ghigliani ed in basso il Palazzo fortificato.
- Casa fortificata di Botteri, del XVI secolo, detta Palazzo, in seguito trasformata in dogana, poi in caserma e prigione.
- Casa-torre di Poggio Villeri.

### Elefante del Trebbia
L'Elefante del Trebbia è una curiosa formazione montuosa, appena sotto Cerignale, che fa capo al complesso del Monte Cerello che degrada nel fiume Trebbia fino nei Meandri di Confiente nel comune di Corte Brugnatella. La sagoma del monte ha l'aspetto curvilineo del dorso dell'elefante, disegnato dai meandri nelle estremità basse (piedi e proboscide). Figura colta per la prima volta nel 2009, in un famoso scatto fotografico di Paolo Guglielmetti, che ne diede il nome e fama internazionale.

## Società

### Evoluzione demografica
Abitanti censiti

Il territorio comunale, oltre al capoluogo, consta di numerose frazioni sparse, alcune molto popolate anche se solo nei fine settimana e nel periodo estivo.

### Etnie e minoranze straniere
Secondo i dati Istat al 1º gennaio 2023 i cittadini stranieri residenti nel comune di Corte Brugnatella sono 18, pari al 3,48% della popolazione comunale.

## Cultura
Questi paesi fanno parte del territorio culturalmente omogeneo delle Quattro province: Alessandria, Genova, Pavia, Piacenza, caratterizzato da usi e costumi comuni e da un importante repertorio di musiche e balli molto antichi. Strumento principe di questa zona è il piffero appenninico che accompagnato dalla fisarmonica, e un tempo dalla müsa (cornamusa appenninica), guida le danze e anima le feste.

### Carlin di Maggio

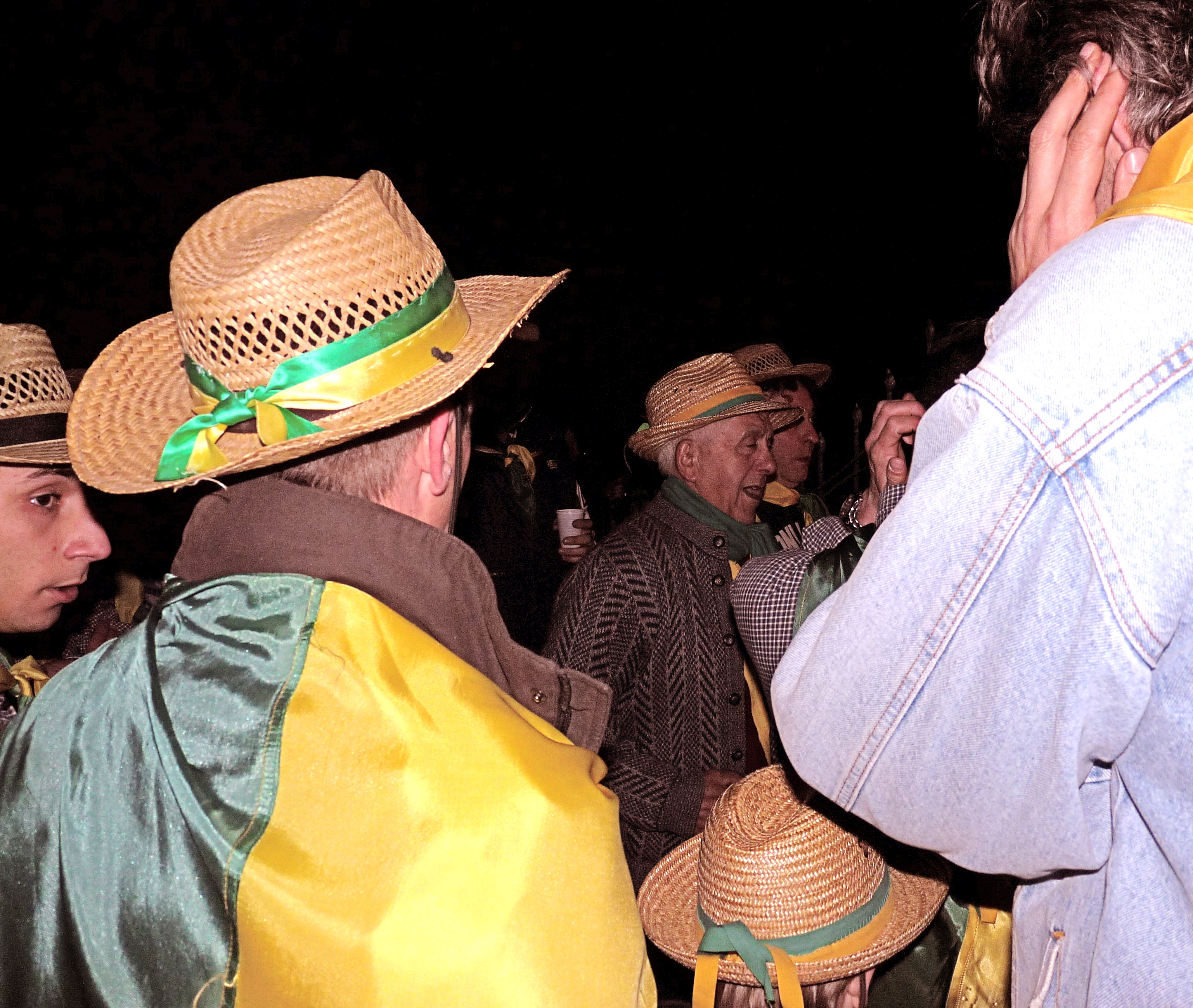
I canterini

Nell'abitato di Marsaglia si è conservata la tradizione di celebrare il rito del calendimaggio, che qui viene chiamato anche carlin di maggio, con la partecipazione di tutto il paese. Il coro dei canterini porta l'augurio per l'arrivo della bella stagione con una questua che, passando casa per casa, raccoglie le uova in cambio del canto beneaugurante.

### Comunità montane
Fa parte della nuova Unione Montana Valli Trebbia e Luretta.

## Amministrazione
Dalla data dell'11 febbraio 2022 il sindaco Mauro Guarnieri, accusato di corruzione e posto in custodia cautelare in carcere in data 10 febbraio 2022, è sospeso e sostituito dal vicesindaco Renato Bertonazzi come sindaco facente funzione. Il 17 febbraio 2022 il sindaco Guarnieri si dimette, portando il comune verso il commissariamento fino a fine mandato. l'11 marzo 2022 è entrato in carica il commissario prefettizio è vice prefetto Luigi Swich. Sciolto il Consiglio comunale, il commissario è restato in carica fino alle elezioni amministrative del 14 maggio 2023.
Di seguito è presentata una tabella relativa alle amministrazioni che si sono succedute in questo comune.
| Periodo          | Periodo                                                           | Primo cittadino   | Partito                                                        | Carica                               | Note   |
| ---------------- | ----------------------------------------------------------------- | ----------------- | -------------------------------------------------------------- | ------------------------------------ | ------ |
| 17 giugno 1985   | 9 giugno 1990                                                     | Fausto Silva      | Democrazia Cristiana                                           | Sindaco                              | [ 21 ] |
| 9 giugno 1990    | 24 aprile 1995                                                    | Fausto Silva      | Democrazia Cristiana                                           | Sindaco                              | [ 21 ] |
| 24 aprile 1995   | 14 giugno 1999                                                    | Mauro Guarnieri   | centro-sinistra                                                | Sindaco                              | [ 21 ] |
| 14 giugno 1999   | 14 giugno 2004                                                    | Mauro Guarnieri   | lista civica di centro-sinistra                                | Sindaco                              | [ 21 ] |
| 14 giugno 2004   | 8 giugno 2009                                                     | Ettore Bossini    | lista civica di centro-sinistra                                | Sindaco                              | [ 21 ] |
| 8 giugno 2009    | 25 maggio 2014                                                    | Ettore Bossini    | lista civica di centro-sinistra: Per Corte Brugnatella         | Sindaco                              | [ 21 ] |
| 26 maggio 2014   | 27 maggio 2019                                                    | Stefano Gnecchi   | lista civica di centro: Partecipazione è Cambiamento           | Sindaco                              | [ 21 ] |
| 27 maggio 2019   | sospeso in data 10 febbraio 2022 dimesso in data 17 febbraio 2022 | Mauro Guarnieri   | lista civica di centro-sinistra: Riscopriamo Corte Brugnatella | Sindaco                              | [ 21 ] |
| 11 febbraio 2022 | 11 marzo 2022                                                     | Renato Bertonazzi | lista civica di centro-sinistra: Riscopriamo Corte Brugnatella | Vicesindaco sindaco facente funzioni |        |
| 11 marzo 2022    | 14 maggio 2023                                                    | Luigi Swich       |                                                                | Commissario prefettizio              |        |
| 14 maggio 2023   | in carica                                                         | Renato Bertonazzi | lista civica di centro-sinistra Riscopriamo Corte Brugnatella  | Sindaco                              | [ 21 ] |